# Mörttjärnarna (Malungs socken, Dalarna)
Mörttjärnarna är en sjö i Malung-Sälens kommun i Dalarna och ingår i Dalälvens huvudavrinningsområde. Sjön har en area på 0,0775 kvadratkilometer och ligger 299 meter över havet.

## Delavrinningsområde
Mörttjärnarna ingår i det delavrinningsområde (671476-139470) som SMHI kallar för Mynnar i Västerdalälvens vattendragsyta. Medelhöjden är 300 meter över havet och ytan är 16,71 kvadratkilometer. Det finns inga avrinningsområden uppströms utan avrinningsområdet är högsta punkten. Vattendraget som avvattnar avrinningsområdet har biflödesordning 3, vilket innebär att vattnet flödar genom totalt 3 vattendrag innan det når havet efter 353 kilometer. Avrinningsområdet består mestadels av skog (55 procent) och sankmarker (30 procent). Avrinningsområdet har 0,65 kvadratkilometer vattenytor vilket ger det en sjöprocent på 3,9 procent.